# Vilnius
Vilnius (pronunciado em lituano: [ˈvʲɪlʲnʲʊs] (escutarⓘ)), Vílnius (pronúncia em português europeu [ˈviɫniuʃ]; pronúncia em português brasileiro: [ˈviwnius]) ou Vilna é a capital da República da Lituânia. É a cidade mais populosa do país, com cerca de 600 mil habitantes.
Sendo uma cidade multicultural, Vilnius é conhecida por diversos nomes em diferentes línguas. A cidade é conhecida em polaco como Wilno, em bielorrusso como Вiльня (Vilnia), em alemão como Wilna e em letão como Viļņa. Uma antiga denominação em russo é Вильна/Вильно (Vilna/Vilno), embora Вильнюс (Vil'njus) é atualmente mais habitualmente usada. Os nomes Wilno e Vilna também foram usados em publicações mais antigas em várias línguas, incluído o português. O Centro Histórico de Vilnius (conhecido como Cidade Velha), datado do século XVI, foi considerado Patrimônio da Humanidade pela UNESCO, em 1994.

## História

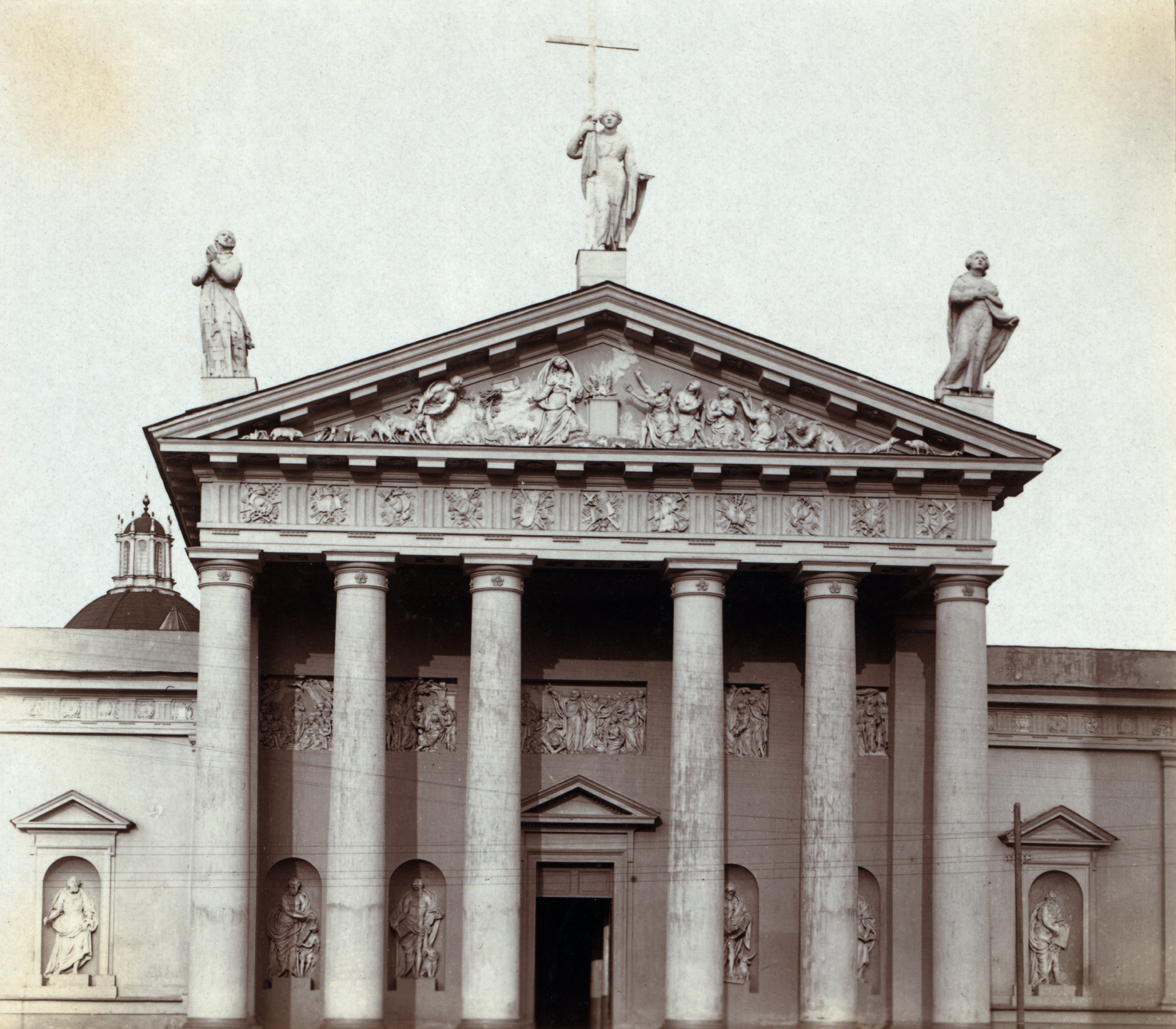
Catedral de Vilnius, em 1912.

Alguns historiadores identificam a cidade Vilnus com Voruta, a lendária capital de Mindaugas, que foi coroado rei da Lituânia em 1253. A cidade foi mencionada pela primeira vez em escritos de 1323, nas cartas do Grão-duque Gediminas, que foram enviadas a cidades alemãs e convidavam judeus e alemães para se estabelecerem na cidade. Em 1387 a cidade recebeu de Jogaila, um dos sucessores de Gediminas, os Direitos de Magdeburgo.
Entre 1503 e 1522 a cidade foi cercada por muralhas, que tinham nove pórticos e três torres. Vilnius atingiu o pico do seu desenvolvimento sob o reinado de Segismundo II Augusto, que estabeleceu sua corte ali em 1544. Nos séculos seguintes, a cidade cresceu e se desenvolveu, em parte devido à criação de sua universidade pelo rei Stefan Batory em 1579. A universidade logo tornou-se um dos mais importantes centros científicos e culturais da região, e o mais notável centro científico da Comunidade Polaco-Lituana. Atividades políticas, econômicas e sociais se desenvolviam na cidade. Em 1769 foi fundado o cemitério de Rasos, um dos mais antigos da cidade.

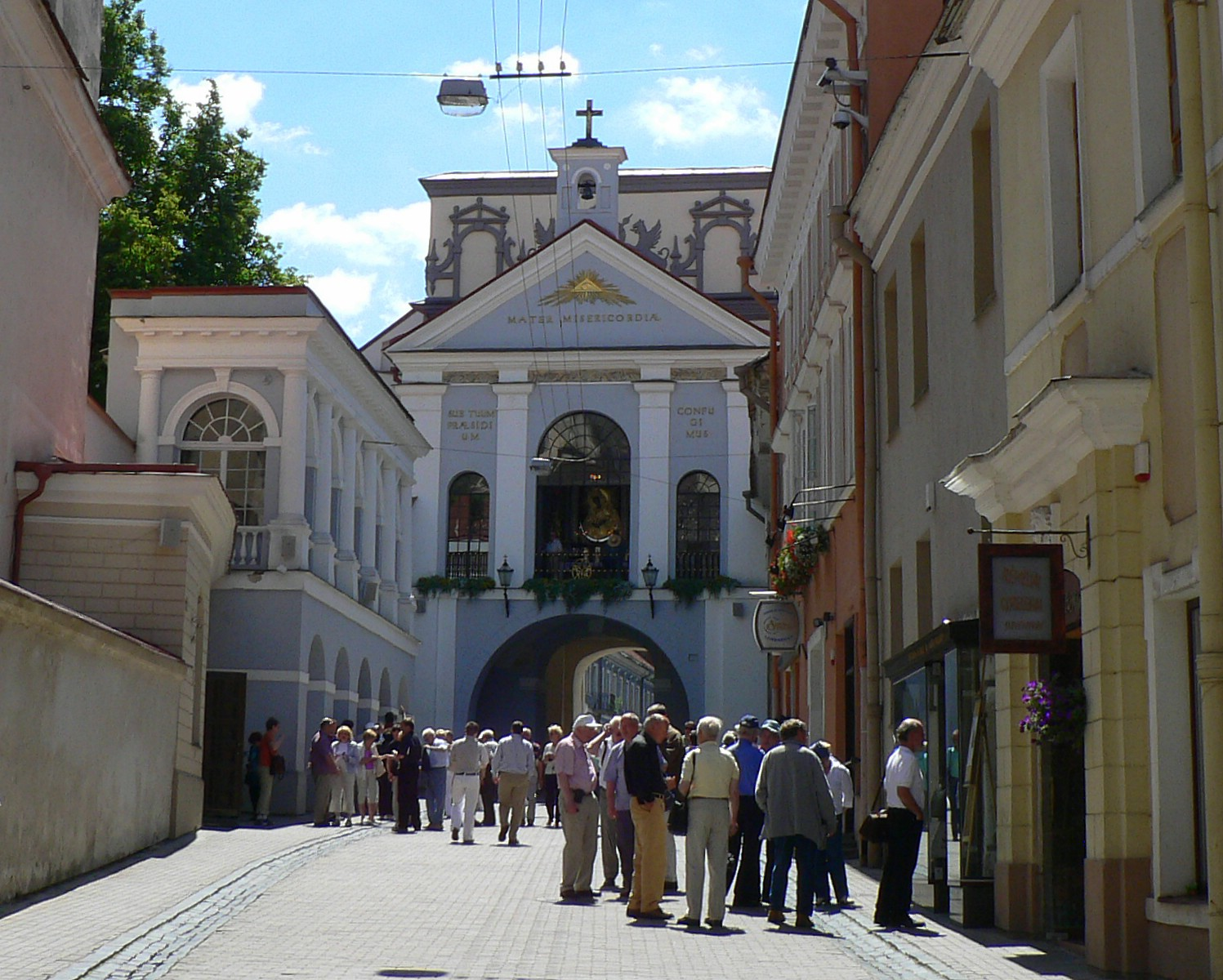
O único pórtico que resta da muralha da cidade.

Durante o rápido crescimento de Vilnius, a cidade se abriu à imigração e também a migrantes de vários pontos do Grão-Ducado da Lituânia. Durante a Guerra Russo-Polonesa (1654-1667) a cidade esteve sob ocupação russa por vários anos. Neste período foi pilhada e incendiada, e sua população massacrada. Depois de um período de estagnação, atingiu os 200 mil habitantes no início do século XIX, tornando-a a maior do norte da Europa.
Em 1795, a cidade foi anexada pela Rússia. Durante a ocupação russa a cidade foi destruída e, por volta de 1805, apenas um dos pórticos da muralha ainda resistia. A cidade foi sitiada por Napoleão Bonaparte em 1812 durante a Campanha da Rússia.
Após o Levante de Novembro, em 1831, a universidade foi fechada e a repressão russa interrompeu o desenvolvimento da cidade. Durante o Levante de Janeiro em 1863 uma luta intensa ocorreu na cidade, mas foi brutalmente reprimida por Mikhail Muravyov, apelidado pela população de "o enforcador". Depois deste levante, o uso das línguas polonesa e lituana foi banido.
Durante a Primeira Guerra Mundial a cidade, como o resto da Lituânia, foi ocupada por tropas alemãs entre 1915 e 1918. O "Ato de Restauração da Independência da Lituânia" foi proclamado a 16 de Fevereiro de 1918. Depois da retirada alemã, batalhões de lituanos foram formados para resistir à ocupação russa. Vilnius mudou de mãos diversas vezes: durante certo tempo, esteve nas mãos de forças de auto-defesa polonesas que resistiram aos bolcheviques. Depois, retornou ao controle do exército polonês, para logo cair em mãos dos soviéticos. Logo após a batalha de Varsóvia, em 1920, o Exército Vermelho, em retirada, devolveu a cidade ao controle lituano, assinando um tratado de paz em 12 de julho de 1920.
A Polônia também reconheceu a cidade como parte da Lituânia através do Tratado de Suwalki, assinado a 7 de outubro do mesmo ano. Entretanto, no dia 9 do mesmo mês, o Exército polonês sob o comando do general Lucjan Żeligowski rompeu o tratado e sitiou a cidade, proclamando-a um estado separado, a República da Lituânia Central (Vidurio Lietuvos Respublika). A 20 de fevereiro de 1922, toda a região foi anexada à Polônia, tendo Vilnius como capital do voivodato de Wilno. O governo lituano deslocou-se provisoriamente para Kaunas, afirmando que a Polônia ilegalmente anexara parte de seu território. As relações diplomáticas entre os dois países permaneceram cortadas até 1938. Durante este período, a maioria de sua população era composta por poloneses e judeus, sendo os lituanos apenas 0,8% dos habitantes.
Sob o domínio polonês, a cidade retomou seu desenvolvimento. A universidade foi reaberta e sua infraestrutura foi bastante melhorada. Por volta de 1931 a cidade tinha 195 mil habitantes, tornando-a a quinta da Polônia. Entretanto, muitos lituanos contestam este cenário de desenvolvimento, ao afirmar que o padrão de vida em Vilnius na época era muito inferior ao de outras regiões lituanas no mesmo período.
Em 19 de setembro de 1939, como consequência do Pacto Ribbentrop-Molotov, Vilnius foi sitiada e anexada pela União Soviética. A 10 de outubro do mesmo ano, após um ultimato soviético, o governo lituano aceitou a presença de bases militares soviéticas em vários pontos do país em troca da devolução da cidade à Lituânia. Apesar da mudança da capital lituana de Kaunas para Vilnius ter se iniciado logo em seguida, o país foi ocupado em Junho de 1940 por tropas soviéticas, antes que este processo fosse concluído. A Lituânia tornou-se uma república soviética, e cerca de 40 mil de seus habitantes foram presos e deportados para gulags no extremo leste da URSS.
Em Junho de 1941 a cidade foi sitiada pelos alemães. Dois guetos foram estabelecidos no centro da cidade, o menor deles foi liquidado em outubro do mesmo ano e o maior em 1943. Um levante neste último foi sufocado em 1 de setembro de 1943. Cerca de 95% dos 57 mil judeus da cidade foi morta pelas unidades alemãs.
Em julho de 1944 Vilnius foi retomada pelas tropas soviéticas, tornando-se novamente capital da República Socialista Soviética da Lituânia. Com o fim da Segunda Guerra Mundial um grande número de poloneses foi expulso de toda a Lituânia, incluindo Vilnius, e enviado para os novos territórios poloneses. A migração de lituanos para a cidade mudou seu perfil demográfico.
A Cadeia Báltica, que ocorreu em 23 de Agosto de 1989 nos três países bálticos, chamou a atenção do mundo para o desejo de retomar as independências perdidas, e teve um dos seus extremos em Vilnius. A 11 de março de 1990, o Conselho Supremo da República Socialista Soviética da Lituânia anunciou sua independência da URSS e a restauração da República da Lituânia como país independente. Os soviéticos responderam a 9 de janeiro de 1991 com o envio de tropas. A 13 de janeiro do mesmo ano, 14 civis foram mortos e mais de 700 severamente feridos. A URSS finalmente reconheceu a independência lituana em agosto de 1991. A partir daí, a cidade rapidamente transformou-se, buscando apagar seu passado soviético e tornar-se uma moderna capital da Europa. Muitos de seus antigos edifícios foram renovados, e um novo centro comercial e de negócios foi criado ao norte do rio Neris. A Torre Europa, de 129 metros de altura, faz parte deste projeto de renovação.
Em 2009 Vilnius foi, conjuntamente com Linz, a Capital Europeia da Cultura.

## Localização

Bandeira de Vilnius.

A cidade de Vilnius se localiza em (54°41′N 25°17′E / 54.683°N 25.283°E / 54.683; 25.283), na confluência dos rios, Vilnia e Neris. Acredita-se que o nome da cidade tenha sua origem do nome do rio que atravessa a capital do país, o rio Vilnia.
Próximo de Vilnius está o Centro Geográfico da Europa.
Vilnius não está localizada na região central do país, pois houve muitas mudanças nas fronteiras do país com o passar dos séculos; Vilnius, no entanto, já foi geograficamente e culturalmente o centro do  Ducado da Lituânia. Está atualmente a apenas 30 km da fronteira com a Bielorrússia.
A cidade se localiza a 312 quilômetros do Mar Báltico e da cidade litorânea/portuária de Klaipeda. Vilnius está conectada a outras grandes cidades lituanas através de rodovias. As cidades com as quais ela esta conectada são: Kaunas (102 quilômetros), Siauliai (214 quilômetros) e Panevezys (135 quilômetros).
A área atual de Vilnius é de 402 quilômetros quadrados. Os prédios ocupam 29,1% da cidade; áreas verdes ocupam 68,8%; e regiões, áreas onde há presença de água ocupam 2,1%.

## Geografia
Vilnius está situada num vale formado pelo rio Viliya e rodeado quase completamente por montanhas arborizadas. Encontra-se a 105 km a sudeste de Kaunas

## População
A população de Vilnius é composta por:
57,8% lituanos, 18,7% polacos, 14% russos, 4% bielorrussos e 5,5% outras nacionalidades.

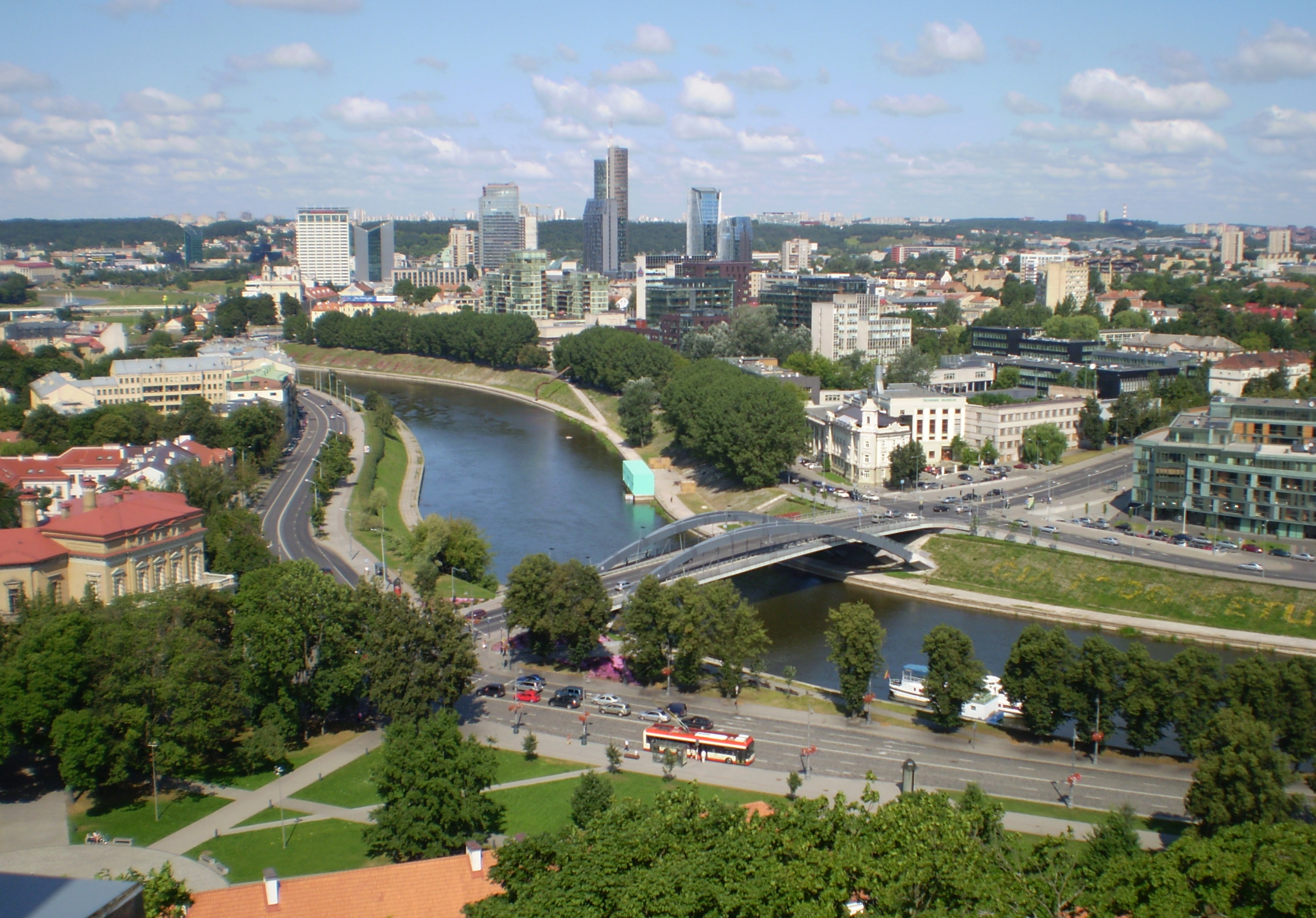
Vista Geral de Vilnius.

## Economia
Vilnius é o principal centro econômico da Lituânia e um dos maiores centros financeiros dos Estados Bálticos. Mesmo que tenha somente 15% da população lituana, Vilnius produz cerca de 35% do PIB.
Conforme mostra as pesquisas, o PIB da capital baseado na paridade do poder aquisitivo, em 2005 o PIB per capita foi de US$ 33 100, superior à média da União Europeia.
Vilna é também o maior centro administrativo da Lituânia com todos os principais centros políticos, econômicos, sociais, e culturais do país.

## Cultura judaica
A cidade de Vilnius (em ídiche: Vilne) até ao holocausto era um dos maiores centros mundiais de cultura e teologia judaicas. Um dos nomes hebraicos da cidade é Jerusalém da Lituânia, por causa da grande quantidade de teólogos e religiosos judaicos na cidade.